# 世界反對網絡審查日

世界反對網絡審查日的标志

世界反对网络审查日（英語：World Day Against Cyber Censorship）是每年3月12日舉行的網路活動，起源非政府組織無國界記者與國際特赦組織於2009年3月6日致信微軟、Google和雅虎，呼籲這三家全球最大的網路巨頭於3月12日當天停止審查博客平台和搜索引擎的內容，使全球網民可於當日享受自由開放的互聯網，並且也向所有個人、組織和國家發出「網絡審查並非唯一前途」的信號。無國界記者和國際特赦組織表示，目前全球有超過二十國在審查網絡。

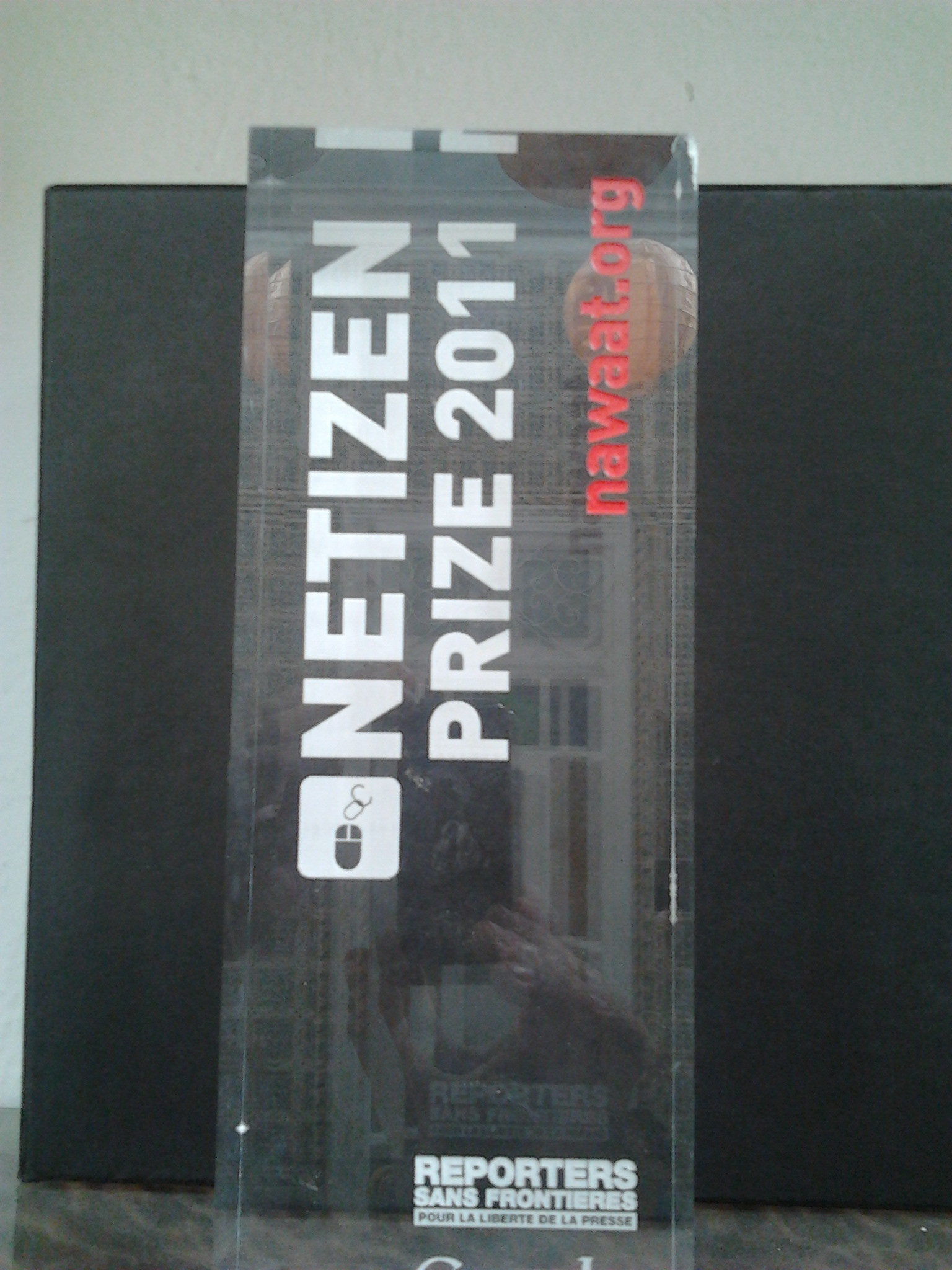
無國界記者2011年網民獎

## 網民獎
無國界記者在每年的世界反對網絡審查日都會頒發網民獎（Netizen Prize）表彰對捍衞網上言論自由有顯著貢獻的網民、網誌客、網上異見者或團體。由2010年起，此獎已頒予：
- 2010：為平等而變（Change for Equality）網站www.we-change.org的伊朗女權社運人士。[5]
- 2011：吐尼斯亞網誌客團體創始人Nawaat.org。[6]
- 2012：地方協調委員會媒體中心的敘利亞民間記者和社運人士。[7]
- 2013：越南網誌客黃玉貞（音譯，Huynh Ngoc Chenh）。[8]
- 2014：沙地阿拉伯網誌客賴巴打（Raif Badawi）。[9]

## 外部連結
- 無國界記者和國際特赦組織的信件副本（英文）